# Joana Veneranda Amaral

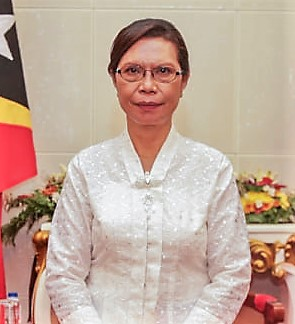
Joana Veneranda Amaral (2021)

Joana Veneranda Amaral ist eine osttimoresische Diplomatin.

## Werdegang
Amaral schloss ihr Studium in Jakarta und auf den Philippinen in den Fächern Theologie der Erziehung und christliche Erziehung ab. Bis 2021 war sie mehrere Jahre Executive Director des Timor Loro Sa’e Nippon Culture Center (TNCC). Zudem unterrichtete sie am Don Bosco College in Fuiloro und war Verwaltungsdirektorin und Managerin für Unternehmensressourcen in einem Beratungsunternehmen.
Die  ehemalige Salesianer-Schwester sollte 2019 die osttimoresische Botschafterin beim Heiligen Stuhl werden, doch kam es zum Konflikt zwischen der Regierung und Staatspräsident Francisco Guterres, der die Ernennung bestätigen muss. Premierminister Taur Matan Ruak wurde Vetternwirtschaft vorgeworfen, weil Amaral seine Cousine ist. Statt Amaral wurde 2021 schließlich Juvita Gonçalves zur Botschafterin in Rom vereidigt. Amaral erhielt stattdessen im August 2021 die Ernennung zur osttimoresischen Botschafterin in Malaysia und wurde von Präsident Guterres am 8. Oktober offiziell vereidigt. Am 22. Mai 2024 wurde Amarals Nachfolger in Kuala Lumpur Lisualdo Gaspar vereidigt.